# Gabriel-Louis Pérau

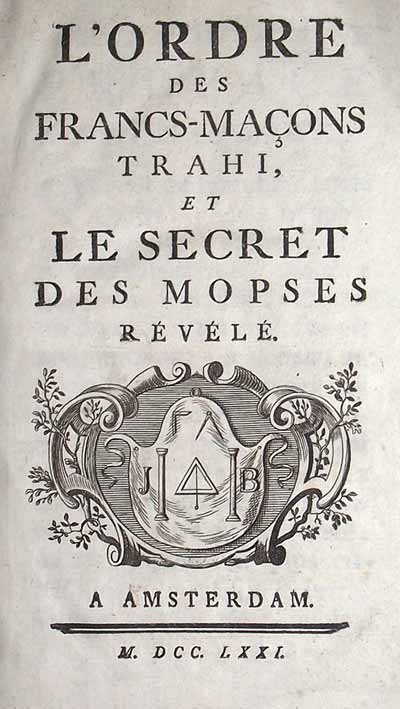
L'Ordre de Francs Maçons Trahi et le secret des mopses révélé, écrit en 1744 par l'abbé Pérau

Gabriel-Louis Calabre Pérau, né à Semur (Côte-d'Or) en 1700 et mort à Paris le 31 mars 1767, est un homme de lettres français.

## Biographie
Il fut prieur à la Sorbonne et se faisait appeler abbé, mais ne fut jamais ordonné prêtre. Il fut surtout connu en son temps pour avoir été le continuateur des Vies des hommes illustres de la France, commencées par Jean Du Castre d'Auvigny et terminées par François-Henri Turpin, ouvrage dont il rédigea les tomes XIII à XXII. Il rédigea aussi le premier tome du Recueil A. B. C., dont les 23 volumes suivants furent publiés par Meusnier de Querlon, Mercier de Saint-Léger, Étienne Barbazan, Graillard de Graville et Joseph de La Porte.
Son ouvrage sur L'Ordre des francs-maçons trahi, paru pour la première fois en 1742, divulgation sur la franc-maçonnerie, constitue pour certains historiens modernes une source documentaire sur la franc-maçonnerie à l'époque de son introduction en France dans les premières décennies du XVIIIe siècle. Bien que le titre de l'ouvrage, ré-édité à de nombreuses reprises, laisse entendre qu'il s'agit d'un pamphlet anti-maçonnique, l'auteur s'en défend dans sa préface :
« [ mon Libraire ] a voulu absolument intituler cet Ouvrage : L'Ordre des Francs-Maçons trahi. J’ai eu beau représenter que ce Titre portoit avec foi une note d’infamie pour la personne de l’Auteur; il a fallu céder : mais ce n’a été qu’à condition de détruire cet odieux soupçon dans ma Préface. » 
Il semble que l'Abbé Pérau n'ait jamais été initié Franc-Maçon, mais qu'il ait intrigué par pure curiosité, aux fins de se faire révéler les rituels et les symboles en usage, et qu'il ait choisi de les rendre publics. Sa préface dans la ré-édition de 1758 laisse entendre que cela pourrait être par vengeance contre les Francs-Maçons, car il n'a jamais été initié.
En 1747, l'ouvrage Les Franc-Maçons écrasés de l'Abbé Larudan (nom de plume), se présente explicitement, dans sa préface, comme une suite du livre de Pérau. Le contenu de l'ouvrage, abracadabrantesque sur de nombreux points, et contradictoire avec l'ouvrage de 1742, semble démentir la possibilité que l'abbé Pérau en fut le véritable auteur.
Au début des années 1740, il est très lié à Madame de Graffigny qui dit de lui:
« Il est plus dans la librairie qu’il n’est bel esprit. […] Par exemple on fait à présent une édition complète de M. Bossuet. C’est lui qui l’arrange. Il en tirera deux mille francs, et il a de l’ouvrage pour deux ans, à la tâche comme un manœuvre toute sa matinée, car il faut qu’il fournisse et corrige les épreuves de quatre presses qui vont sans cesse. Il est excellent grammairien, latin et français, et comme je te dis dans la librairie, moyennant quoi les imprimeurs à qui on apporte des manuscrits les lui donnent à examiner pour prendre son avis pour les acheter, imprimer ou non. »
La majeure partie de ses publications a pour origine des commandes de librairies. Alors qu'il était devenu aveugle vers la fin de sa vie, les libraires pour lesquels il avait travaillé se cotisèrent et lui firent une pension de 1 200 francs.

## Publications
- Vies des hommes illustres de la France, t. XIII à XXIII, 1743
- Recueil A. B. C., t. 1, lettre A, 1745
- L'Ordre des francs-maçons trahi. Le Secret des Mopses révélé. Chansons de la très vénérable confrérie des francs-maçons, précédées de quelques pièces de poésie, 1745. Réédition : Genève : Slatkine, 1980
- Description historique de l'hôtel royal des Invalides, Paris, Desprez, 1756 (lire en ligne)
- Vie de Jérôme Bignon, avocat général et conseiller d'État, 1757 Texte en ligne

Éditions d'ouvrages
- Nicolas Boileau : Œuvres, 2 vol., 1735
- Jacques-Bénigne Bossuet : Œuvres, 15 vol., 1743-1747
- Isaac Jaquelot : Dissertation sur l'existence de Dieu, 3 vol., 1744
- César Vichard de Saint-Réal : Œuvres, 3 vol., 1745
- François Gayot de Pitaval : Bibliothèque des gens de cour, ou Mélange curieux des bons mots d'Henry IV, de Louis XIV, de plusieurs princes et seigneurs de la cour, et autres personnes illustres, avec un choix de traits naïfs, gascons et comiques, de plusieurs petites pièces de poésies et de pensées, 7 vol., 1746
- François Rabelais : Œuvres choisies, 3 vol., 1752
- Germain de Brie : Description de la ville de Paris et de tout ce qu'elle contient de plus remarquable, avec Pierre-Jean Mariette, 3 vol., 1753
- Manassès de Pas de Feuquières, Lettres et négociations en Allemagne, en 1633 et 1634, 3 vol., 1753
- Maurice de Saxe : Mes rêveries, 2 vol., 1757
- Armand-Léon de Madaillan de Lesparre, marquis de Lassay : Recueil de différentes choses, 4 vol., 1756
- Jean-Aimar Piganiol de La Force : Description historique de la ville de Paris et de ses environs, avec Étienne La Font de Saint-Yenne, 10 vol., 1765

## Source biographique
- Pierre Larousse, Grand dictionnaire universel du XIXe siècle, vol. XII, 1874, p. 579